# David IV. Gruzijski
David IV. Gruzijski ili David Graditelj, (gruz. დავით აღმაშენებელი, Davit Aghmashenebeli) (1073. – 24. siječnja 1125.), iz dinastije Bagrationi, bio je kralj Gruzije od 1089. godine, do svoje smrti 1125. godine.
Smatra se najvećim i najuspješnijim gruzijskim vladarom u povijesti, i začetnik je Gruzijskog zlatnog doba. Uspio je potjerati seldžučke Turke iz zemlje, pobijedivši u bitki kod Didgorija 1121. godine. Reformirao je vojsku i administraciju, što mu je omogućilo ujedinjavanje gruzijskih zemalja i dovođenje zemalja Kavkaza pod gruzijsku vlast. Bio je prijatelj crkve i promotor kršćanske kulture, a kanonizirala ga je Gruzijska pravoslavna Crkva.

## Nadimak
Epitet Agmashenebeli (აღმაშენებელი), koji se prevodi kao "Graditelj" (u smislu "u potpunosti izgrađena") ", ili "Restaurator", prvi put se pojavljuje kao Davidov nadimak u povelji izdanoj u ime "Kralja Kraljeva Bagrata" 1452. godine,  kasnije za njega najčešće korištena u radovima povjesničara 17. i 18. stoljeća, kao što su Parsadan Gurgenidze, Beri Egnatašvili i princ Vahušti. Epigrafski podatci također pružaju dokaze za rano korištenje Davidova drugog epiteta, "Veliki" (დიდი, Didi).
Retrospektivno, David Graditelj se različito naziva kao David II., David III. ili David IV., odražavajući značajne varijacije u određivanju rednog broja dodijeljivanim gruzijskim Bagratidima, osobito u ranom razdoblju svoje povijesti, a sve zbog činjenice da se numeriranje sukcesivnih vladara vrši između mnogih grana obitelji. Učenjaci u Gruziji, preferiraju naziv David IV., u čast njegovih prethodnika, također Davida: Davida I. Curopalatesa (umro 881.), Davida II od Iberije (umro 937.) i Davida III. Curopalatesa (umro 1001.), sve članove vladarske dinastije Bagrationi.

## Obiteljska pozadina i rani život
Godina Davidova rođenja može se izračunati po godini njegovog ustoličenja, zabilježenog u Životu kraljeva Kraljeva Davida (ცხორებაჲ მეფეთ-მეფისა დავითისი), napisanog 1123. – 1126., kao k'oronikon (vazmeni ciklus) 309., odnosno 1089. kada je imao šesnaest godina. Dakle, bio je rođen u k'oronikonu 293. ili 294., što odgovara godini 1073. Prema istom izvoru, umro je u k'oronikonu 345., u 52. ili 53. godini života. Po poznatom profesoru Cyrilu Toumanoffu, rođen je 1070., a umro 24. siječnja 1125. godine. Najstariji povijesni dokument koji spominje Davida su kronike njegova oca Đure II. (vladao od 1072. – 1089.), u kojem stoji da je rođen 1073. godine.
Prema "Životu kralja kraljeva Davida", David je bio jedini sin Đure II. Istovremeno, armenski kroničar Matej od Edesse, spominje Davidovog brata Totorma, koji je po suvremenom povjesničaru Robertu Thomsonu, njegova sestra. Ime Davidove majke, Elene, zabilježeno je na rubu Evanđelja po Mateju iz samostana Tskarostavi. Ona je inače nepoznata. David nosi ime po biblijskom kralju-proroku, od kojeg gruzijski Bagratidi prisvajaju porijeklo, i čijim je 78. potomkom proglašen David Graditelj.
Davidov otac, Đuro II., bio je suočen s velikim prijetnjama Kraljevini Gruziji. Zemlju su napali Seldžuci, koji su bili iz istog vala koji je pregazio Anatoliju, pobijedivši Bizantsko Carstvo, i zarobivši cara Romana IV. Diogena u bitci kod Malazgirta 1071. godine. U onome na što srednjovjekovne gruzijske kronike nazivaju didi turkoba ili "Velika turksa invazija", nekoliko gruzijskih provincija ostalo je nenaseljeno, a Đuro je bio prisiljen tražiti mir, postajući tako dužnik sultanu Maliku šahu I. Velike plemićke kuće Gruzije, oslanjanjajući se na nepostojani karakter kralja, nastojale su zadobiti veću autonomiju; Tbilisi, drevni glavni grad Kartlije, ostao je u rukama njegovih muslimanskih vladara, a mjesnu je dinastiju, na neko vrijeme potisnuo Đurin energični otac Bagrat IV., te je zadržala svoju nesigurnu neovisnost u istočnoj regiji Kahetiji pod seldžuskom vlašću.

## Uspinjanje na prijestolje
Gledajući kako njegovo kraljevstvo tone u kaos, Đuro je ustupio krunu njegovu šesnaestogodišnjem sinu Davidu 1089. godine. Iako neki izvore tvrde da je David ustoličen nakon smrti njegova oca, drugi izvori dokazuju da je Đuro II. umro 1112. godine i zadržao kraljevsku titulu sve do svoje smrti, ali da nije igrao nikakvu značajniju političku ulogu, te da je stvarna moć bila u Davidovim rukama. Štoviše, sâm David je bio suvladar ocu i prije 1089. godine, jer jedan dokument iz 1085. godine spominje Davida kao kralja i sebastosa (sevasta), što je bila bizantska visoka dvorska titula, koju su često nosili ostali članovi gruzijske kraljevske obitelji. Postoji mogućnost da je to bilo i ranije, čak 1083. godine, kada je Đuro II. bio napustio zemlju kako bi otišao na pregovore sa seldžučkim sultanom Malikom šahom I.

## Obnova gruzijske države
Bez obzira na svoje godine, aktivno je sudjelovao u političkom životu Gruzije. Uz pomoć njegova učitelja i utjecajnog svećenika Giorgija od Chqondidija, David je provodio svrhovitu politiku, bez nesmotrenih poteza. Bio je odlučan uvesti reda u zemlju, zauzdati nepokorne svjetovne i crkvene feudalce, centralizirati državnu upravu, utemeljiti novi tip vojske koja bi se bolje nosila sa Seldžucima, a kasnije prijeći u isplanirani napad s ciljem protjerivanja Seldžuka, prvo iz Gruzije, a potom i s čitavog Kavkaza. Između 1089. i 1100. godine, David je organizirao male odrede svojih odanih vojnika da vrati red i uništi izolirane neprijateljske vojnike. Počeo je preseljenje opustošenih područja i pomogao oživjeti veće gradove. Ohrabren uspjehom, i još važnije početkom križarskog rata u Palestini, prestao je plaćati godišnje doprinose Seldžucima i staje na kraj njihovim sezonskim migracijama u Gruziji. Godine 1101., osvojio je utvrdu Zedazeni, stratešku točku u borbi za Kahetiju i Heretiju, a unutar sljedeće tri godine, oslobodio je najveći dio istočne Gruzije.
Godine 1093. uhvaćen je moćni feudalac Liparit Bagvaši, dogogodišnji neprijatelj gruzijske krune i protjeran je iz Gruzije 1094. godine. Nakon smrti Liparitovog sina Ratija, David je ukinuo Vojvodstvo Kldekari 1103. godine.
Polako je izgonio Seldžuke iz Gruzije, vraćao sve više i više ozemlja, kako bi bili prisiljeni usredotočiti se, ne samo na Gruziju, nego i na predstojeće križarske ratove na istočnom Sredozemlju. Do 1099. godine Davidova snaga je narasla toliko da je mogao odbiti plaćati danak Turcima. Do tog vremena također je odbacio bizantski naslov panhypersebastos, što upućuje na to da će Gruzija u odnosima s Bizantom zauzeti ravnopravan položaj.
Godine 1103., na glavnom crkvenom kongresu, poznatom kao Sinoda Ruis-Urbnisi, održanog u samostanima Ruis i Urbnisi, David je uspio ukloniti opozicijske biskupe te postao Tchqondidel-Mtzignobartukhutsesi, što bi odgovaralo naslovu premijera. Sljedeće godine, Davidove pristaše u istočnoj gruzijskoj pokrajini Kahetiji, zarobili su mjesnog kralja Aghsartana II., odanog seldžučkom sultanu, tako je ujedinio Kahetiju s ostatkom Gruzije.

## Vojne kampanje
Nakon aneksije Kahetije, David se usmjerio Seldžucima u kaznenom pohodu u bitki kod Ertzukhija, dobivši zamah koji mu je pomogao osigurati ključna utvrđenja Samshvilde, Rustavi, Gishi, i Lori između 1110. i 1118. godine.
Tek tada nastupaju problemi za Davida. Stanovništvu, koje je bilo u ratu dobrih dvadeset godina, trebalo je biti dopušteno da ponovo postanu produktivni. Također, njegovi plemići su mu i dalje pravili probleme, zajedno s gradom Tbilisijem, koji se nije mogao osloboditi seldžučkog pritiska. Stoga je David bio prisiljen riješiti ove probleme, prije nego što se mogao baviti prigovorima svog naroda. U tu svrhu, David je temeljito reformirao svoju vojsku. Preselio je pleme Kipčaka s oko 14.000 ljudi sa Sjevernog Kavkaza u Gruziju između 1118. i 1120. godine. Svaka gruzijska i kipčačka obitelj bila je prisiljena dati jednog vojnika s konjem i oružjem. Kipčaci su se raselili u različite dijelove Gruzije. Neki u Unutarnju Kartliju, drugi uz granicu. Brzo su se asimilirali u gruzijsko društvo.
Godine 1120., kada su Turci počeli haračiti gruzijske zemlje, David se preselio na zapad i iznenada ih napao. Samo je jedan beznačajni dio Seldžuka pobjegao. Kralj je ušao u susjedni Širvan i zauzeo Gabalu.
U zimu 1121./1122. gruzijske postrojbe su uspješno napale seldžučka naselja u istočnim i jugozapadnim prilazima Zakavkazja.
Muslimanske snage postaju sve zabrinutije zbog jačanja kršćanske države na jugu Kavkaza. 1121. godine sultan Mahmud II. Seldžuk (1118. – 1131.) proglasio je džihad Gruziji i okupio veliki savez muslimanskih država na čelu s Artukidom Il Gazijem i Togrulom Muhamadom. Veličina muslimanske vojske još uvijek je predmet rasprave. Procjene se kreću od 250.000 do 600.000 ljudi. No, prema svim izvorima, muslimanska vojska je bila višestruko mnogobrojnija od gruzijske, koja je imala oko 56.000 ljudi. Međutim, 12. kolovoza 1121., kralj David preusmjerava neprijateljsku vojsku na Didgori, postižući ono što se često smatra najvećim vojnim uspjehom u gruzijskoj povijesti. Pobjeda na Didgoriju označava pojavu Gruzije kao moćne vojne države i prevagnula je regionalnu ravnotežu u njihovu korist.
Nakon uspjeha, kralj David zauzima Tbilisi, posljednju muslimansku enklavu, te tamo preselio prijestolnicu. David kao dobro obrazovan čovjek, propovijedao je toleranciju i prihvaćanje drugih religija, ukinuo poreze Židovima i Muslimanima i zaštitio sufiste i muslimanske učenjake. Godine 1123., Davidova vojska zauzima Dmanisi, posljednje seldžučko uporište u južnoj Gruziji. Godine 1124., David napokon zauzima Širvan i armenski grad Ani od muslimanskih emira, proširujući granice kraljevstva do sliva rijeke Aras.
David je umro 24. siječnja 1125. godine, a nakon smrti je, po svojoj želji, pokopan ispod kamena glavne kapije manastira Gelati, tako da svatko tko dolazi tamo, prvo kroči na njegov grob odajući mu tako počast kao velikom čovjeku.
David je imao troje djece, Dmitra, koji ga je naslijedio i nastavio njegovu pobjedničku vladavinu; Tamaru, koja je bila udana za Širvan šaha Aghsartana i Katu, udanu za Izaka Komnena, sina bizantskog cara Aleksija I. Komnena. Osim političkih i vojnih vještina, David je stekao slavu i kao pisac. Njegova crkvena pjesma kajanja Galobani sinanulisani, pisana slobodnim stihom otkriva kraljevu poniznost i vjerski žar.

## Kulturni život
Kralj David Graditelj je poklanjao pozornost poučavanju svojih ljudi. Birao je djecu koja su slana u Bizant kako bi učila jezik i donosila kući prijevode koje su tamo radili. Mnogi od njih su kasnije postali poznati učenjaci. U vrijeme kralja Davia IV. bilo je poprilično škola i akademija u Gruziji, među kojima Gelati zauzima posebno mjesto. Povjesničari kralja Davida zovu Gelati
Osim Gelatija, važna su i druga prosvjetiteljsko-kultirna i znanstvena središta, u Gruziji tog vremena, poput akademije Ikalto.
David je također napisao "Himnu pokajanja" (გალობანი სინანულისანი, galobani sinanulisani) (oko 1120.), niz od osam psalama pisanih slobodnim stihom, gdje on sebe vidi kao reinkarnaciju biblijskog kralja Davida, sa sličnim odnosom prema Bogu i svom narodu.

## Nasljednici
|  |                                                    |  |  |  |  |  |  |  |  |  |  |  |  |  |  |  |
|  | 16. Bagrat III. Gruzijski                          |  |  |  |  |  |  |  |  |  |  |  |  |  |  |  |
|  |                                                    |  |  |  |  |  |  |  |  |  |  |  |  |  |  |  |
|  |                                                    |  |  |  |  |  |  |  |  |  |  |  |  |  |  |  |
|  | 8. Đuro I. Gruzijski                               |  |  |  |  |  |  |  |  |  |  |  |  |  |  |  |
|  |                                                    |  |  |  |  |  |  |  |  |  |  |  |  |  |  |  |
|  |                                                    |  |  |  |  |  |  |  |  |  |  |  |  |  |  |  |
|  | 17. Marta                                          |  |  |  |  |  |  |  |  |  |  |  |  |  |  |  |
|  |                                                    |  |  |  |  |  |  |  |  |  |  |  |  |  |  |  |
|  |                                                    |  |  |  |  |  |  |  |  |  |  |  |  |  |  |  |
|  | 4. Bagrat IV. Gruzijski                            |  |  |  |  |  |  |  |  |  |  |  |  |  |  |  |
|  |                                                    |  |  |  |  |  |  |  |  |  |  |  |  |  |  |  |
|  |                                                    |  |  |  |  |  |  |  |  |  |  |  |  |  |  |  |
|  | 18. Ivan-Senekerim II. Artsruni, Kralj Vaspurakana |  |  |  |  |  |  |  |  |  |  |  |  |  |  |  |
|  |                                                    |  |  |  |  |  |  |  |  |  |  |  |  |  |  |  |
|  |                                                    |  |  |  |  |  |  |  |  |  |  |  |  |  |  |  |
|  | 9. Mariam od Vaspurakana                           |  |  |  |  |  |  |  |  |  |  |  |  |  |  |  |
|  |                                                    |  |  |  |  |  |  |  |  |  |  |  |  |  |  |  |
|  |                                                    |  |  |  |  |  |  |  |  |  |  |  |  |  |  |  |
|  | 19. Kašuš Bagratuni od Anija                       |  |  |  |  |  |  |  |  |  |  |  |  |  |  |  |
|  |                                                    |  |  |  |  |  |  |  |  |  |  |  |  |  |  |  |
|  |                                                    |  |  |  |  |  |  |  |  |  |  |  |  |  |  |  |
|  | 2. Đuro II. Gruzijski                              |  |  |  |  |  |  |  |  |  |  |  |  |  |  |  |
|  |                                                    |  |  |  |  |  |  |  |  |  |  |  |  |  |  |  |
|  |                                                    |  |  |  |  |  |  |  |  |  |  |  |  |  |  |  |
|  | 5. Borena Alanska                                  |  |  |  |  |  |  |  |  |  |  |  |  |  |  |  |
|  |                                                    |  |  |  |  |  |  |  |  |  |  |  |  |  |  |  |
|  |                                                    |  |  |  |  |  |  |  |  |  |  |  |  |  |  |  |
|  | 1. David IV. Gruzijski                             |  |  |  |  |  |  |  |  |  |  |  |  |  |  |  |
|  |                                                    |  |  |  |  |  |  |  |  |  |  |  |  |  |  |  |
|  |                                                    |  |  |  |  |  |  |  |  |  |  |  |  |  |  |  |
|  | 3. Elena                                           |  |  |  |  |  |  |  |  |  |  |  |  |  |  |  |
|  |                                                    |  |  |  |  |  |  |  |  |  |  |  |  |  |  |  |
|  |                                                    |  |  |  |  |  |  |  |  |  |  |  |  |  |  |  |